# الباحثون (فلم)
الباحثون (بالإنجليزية: The Searchers) هو فيلم غرب أمريكي تم إنتاجه في سنة 1956. الفيلم من إخراج جون فورد وبطولة الممثل جون وين. شارك في بطولة الفيلم الممثل جيفري هنتر. بمشاركة الممثلة ناتالي وود. الفيلم مقتبس عن رواية بنفس العنوان. عام 1989 اختارت مكتبة الكونغرس إدراج الفيلم في السجل الوطني للفيلم. في عام 2008 اختار معهد الفيلم الأمريكي فيلم الباحثون كأهم فيلم من نوعه في قائمة أفضل 10 أفلام.

## ملخص القصة
إيثان إدواردز (يقوم بدوره الممثل جون وين) هو من المحاربين القدامى في الحرب الأهلية الأمريكية. وحيد وليست لديه عائلة. بعد غياب سنوات عديدة يعود إلى بيت شقيقه. بعد أيام قلائل يُقتل أفراد عائلة أخيه في هجوم شنته جماعة كومانتش الهنود. تختطف ابنتا أخيه. ابن شقيق إيثان يقرر الذهاب والبحث عن أختيه. وكذلك ابن أخيه المتبنى مارتن بولي (يلعب دوره جيفري هنتر) يساعدهم أيضا في البحث.
في رحلة البحث لإنقاذ ابنة أخيه يقوم إيثان جورا بقتل كل الهنود الذين شاركوا أيضا في أعمال إجرامية. بعد خمسة سنوات طويلة من مطاردة هنود الكومانتش، ينجح إيثان برفقة ابن أخيه مارتن في استعادة ابنة أخيه ديبي (لعبت دورها الممثلة ناتالي وود).

## روابط خارجية
- مقالات تستعمل روابط فنية بلا صلة مع ويكي بيانات